# Comuna Vîșcea Kropîvna, Nemîriv
Vîșcea Kropîvna (în ucraineană Вища Кропивна) este o comună în raionul Nemîriv, regiunea Vinnița, Ucraina, formată din satele Huta și Vîșcea Kropîvna (reședința).

## Demografie
Componența lingvistică a satului Vîșcea Kropîvna
     Ucraineană (99,58%)
     Alte limbi (0,28%)
Conform recensământului din 2001, majoritatea populației satului Vîșcea Kropîvna era vorbitoare de ucraineană (99,58%), existând în minoritate și vorbitori de alte limbi.